# Naturland (Erlebnispark)

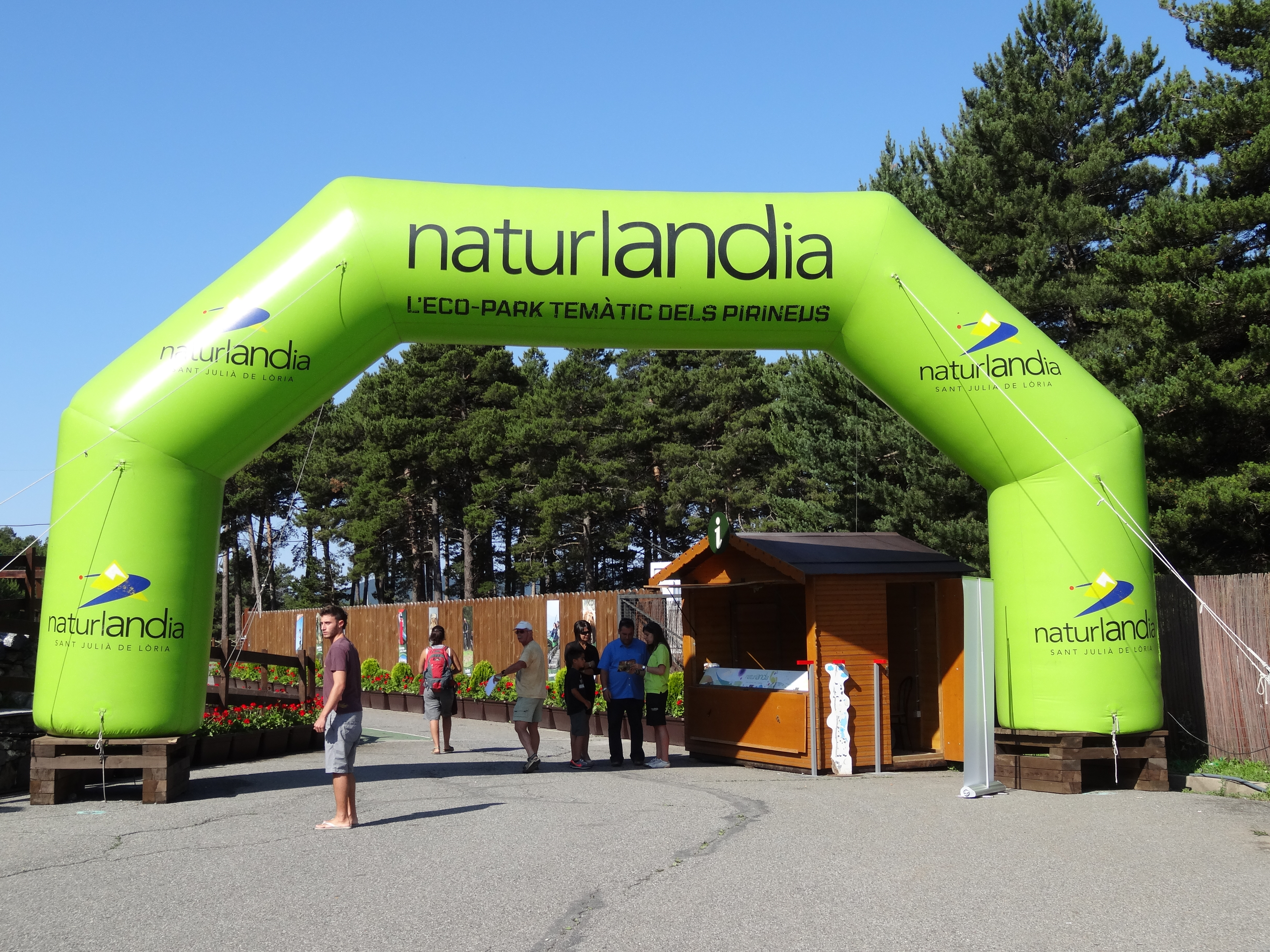
Eingang zum Naturlandia-Freizeitpark

Naturland (früher Naturlàndia) ist ein Erlebnispark im Süden des Fürstentums Andorra. Er befindet sich in La Rabassa, einem Hochplateau auf knapp 2000 m Höhe in den Pyrenäen, das von einem ausgedehnten Waldgebiet umgeben ist. Knapp 3 km nördlich davon liegt die Kleinstadt Sant Julià de Lòria, die südlichste Gemeinde Andorras.
Teil des Parks ist eine Allwetterrodelbahn namens Tobotronc.
Im Winter wird das Gebiet zusätzlich für den Skilanglauf genutzt. Hier gibt es dann ein ausgedehntes Loipennetz, das mit rund 15 km Länge etwa ein Drittel der Langlaufloipen in Andorra repräsentiert. Die dazugehörige Skistation ist auch im Sommer bewirtschaftet.

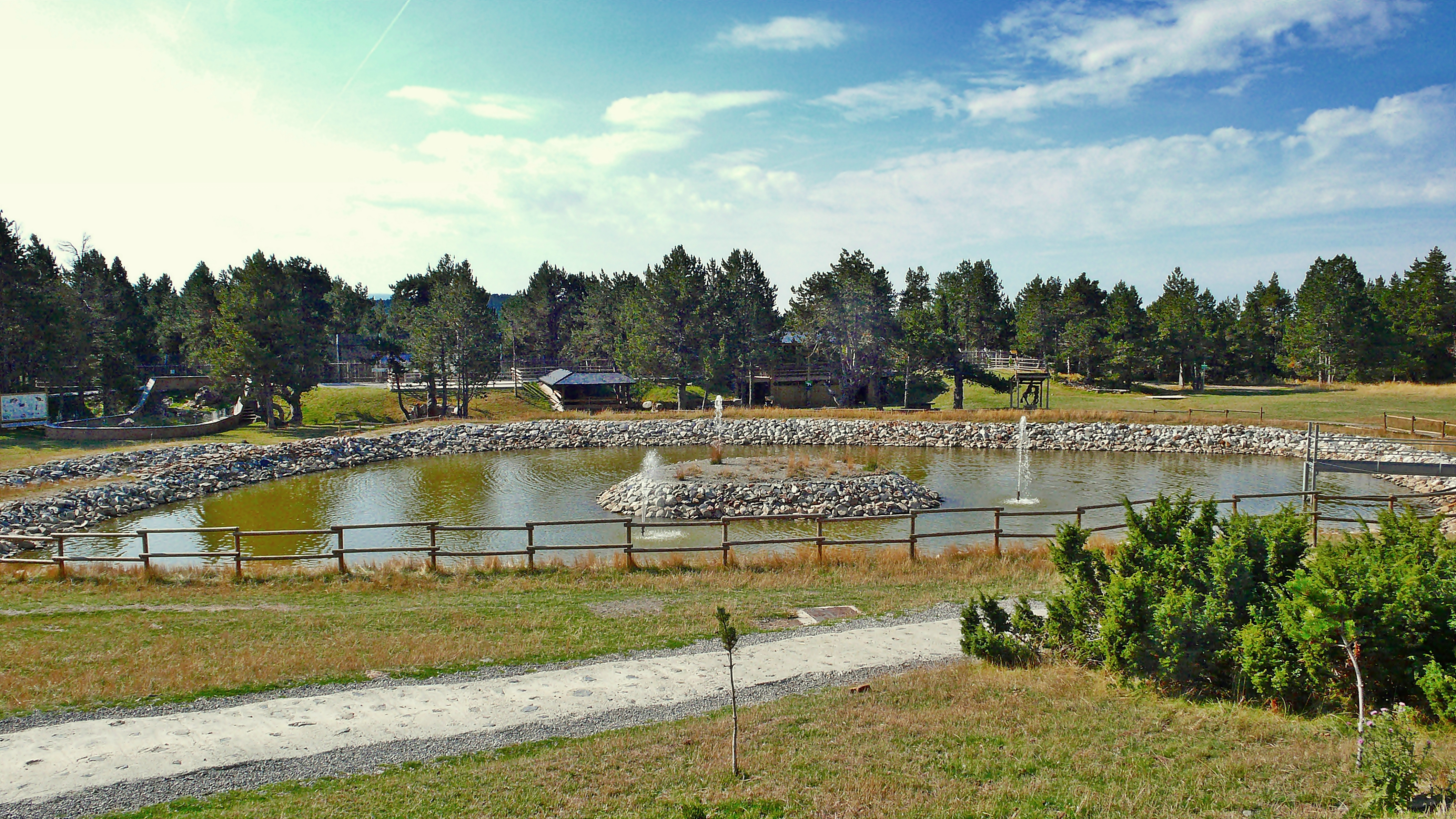
Parklandschaft
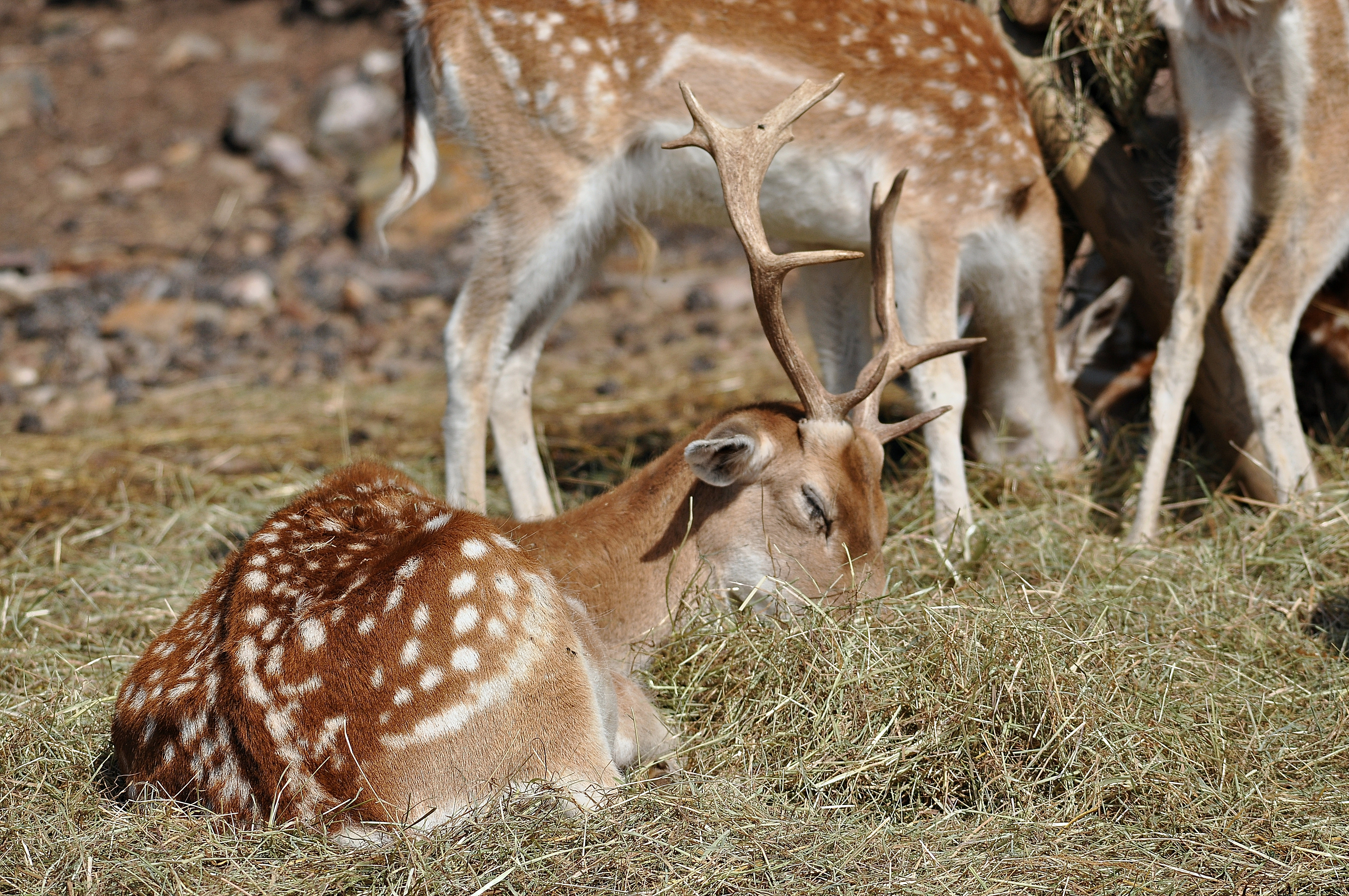
Im Tierpark
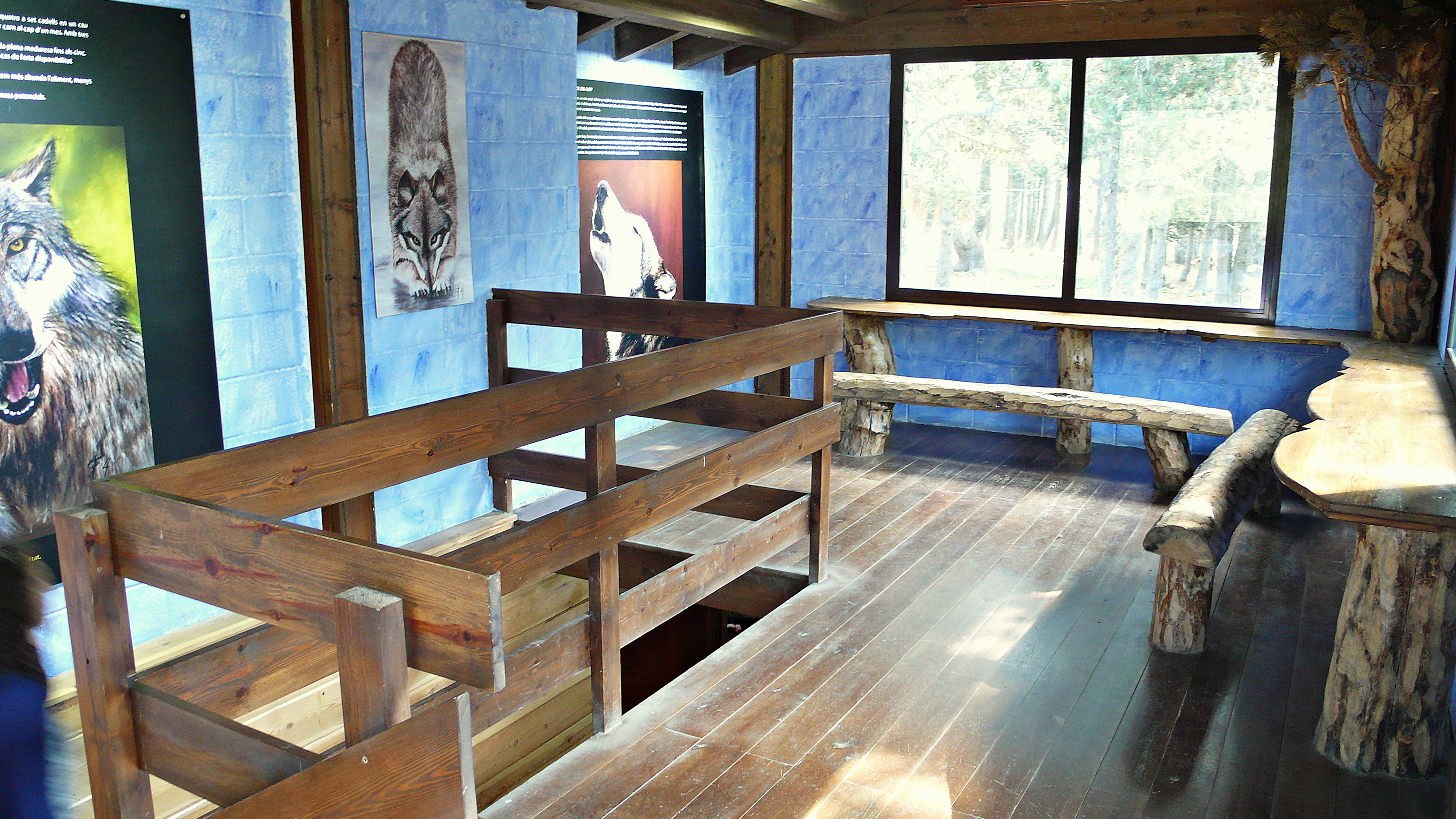
Wolfs-Observatorium
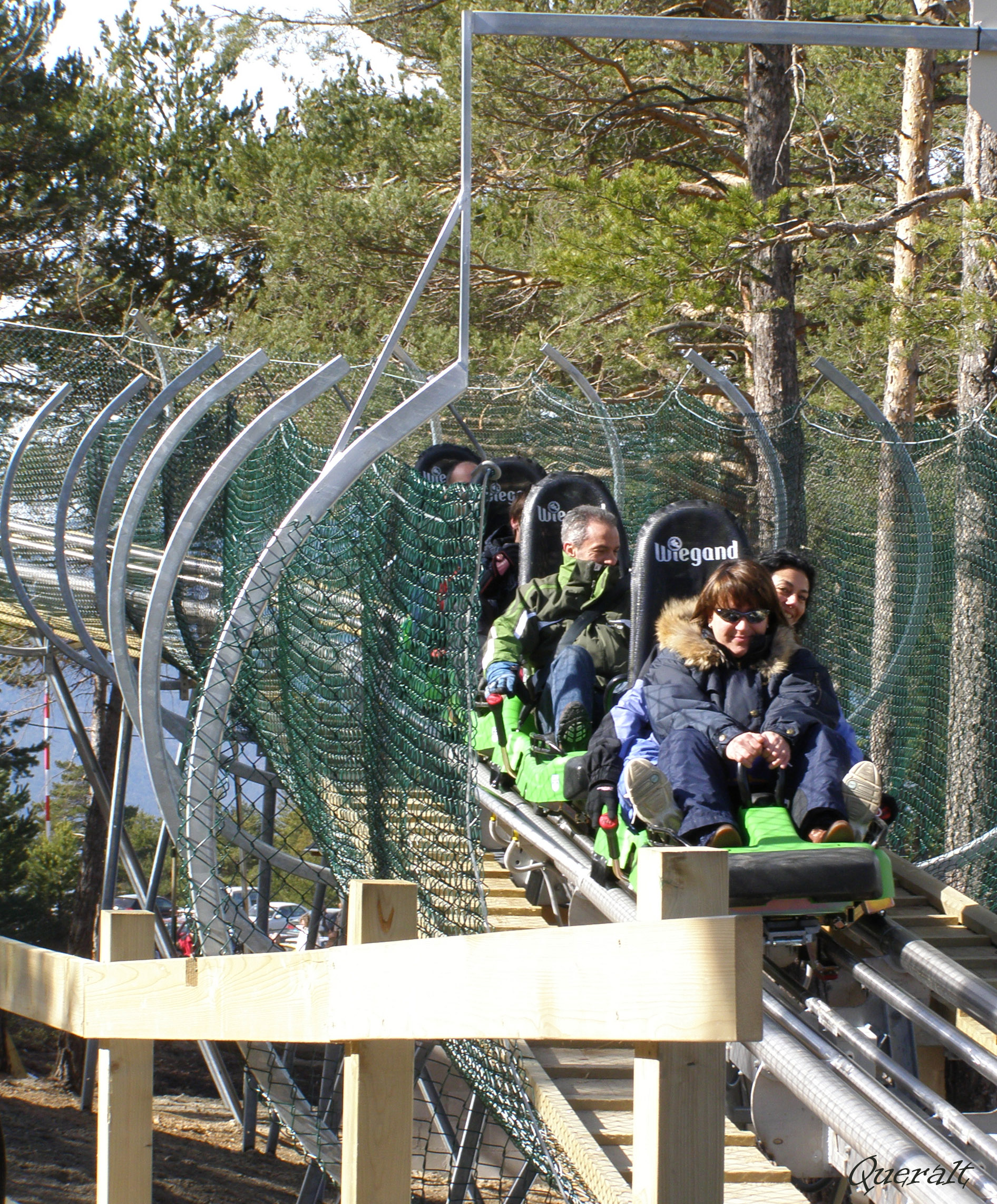
Die Tobotronc-Bahn
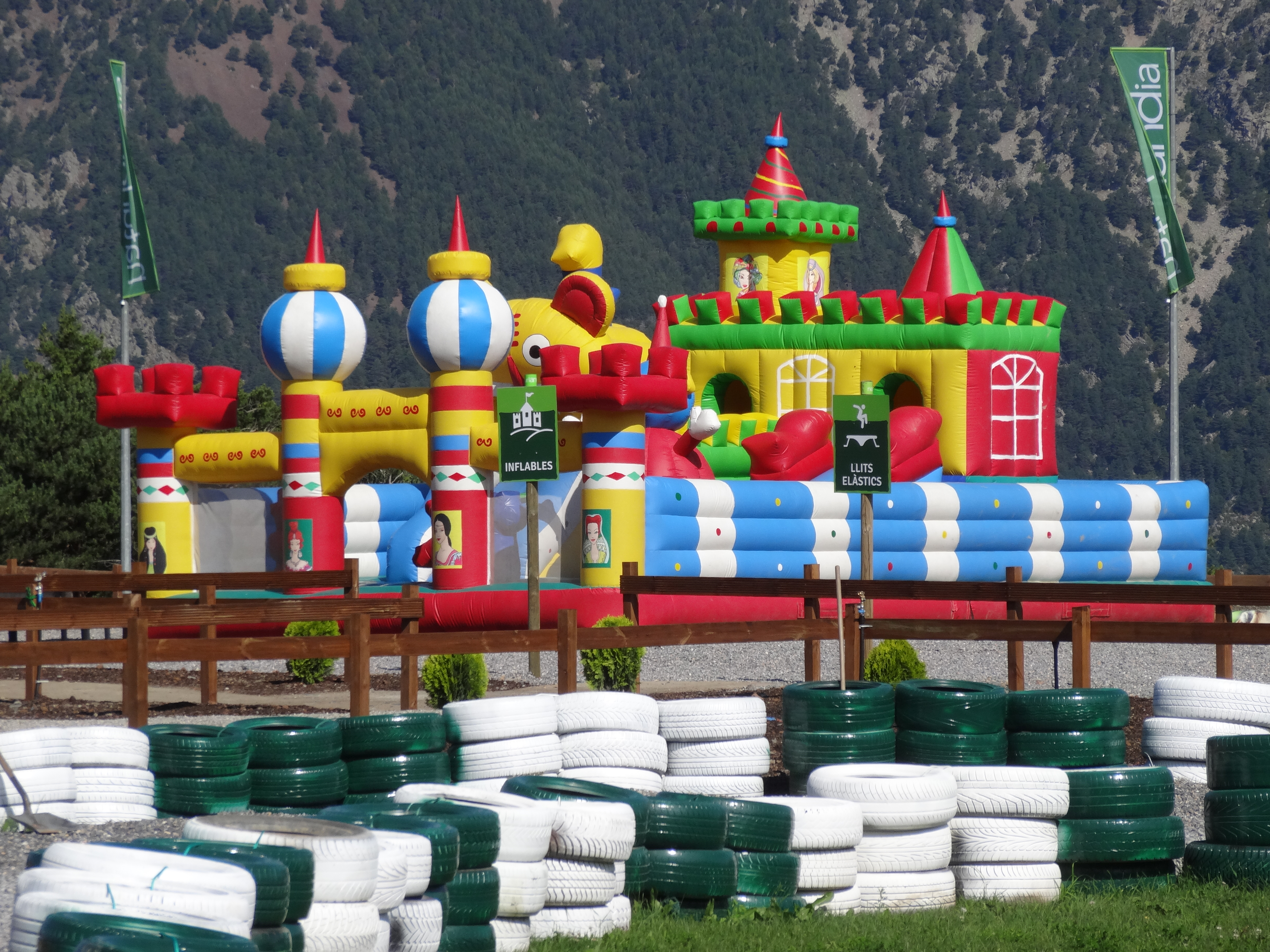
Ein Zauberschloss
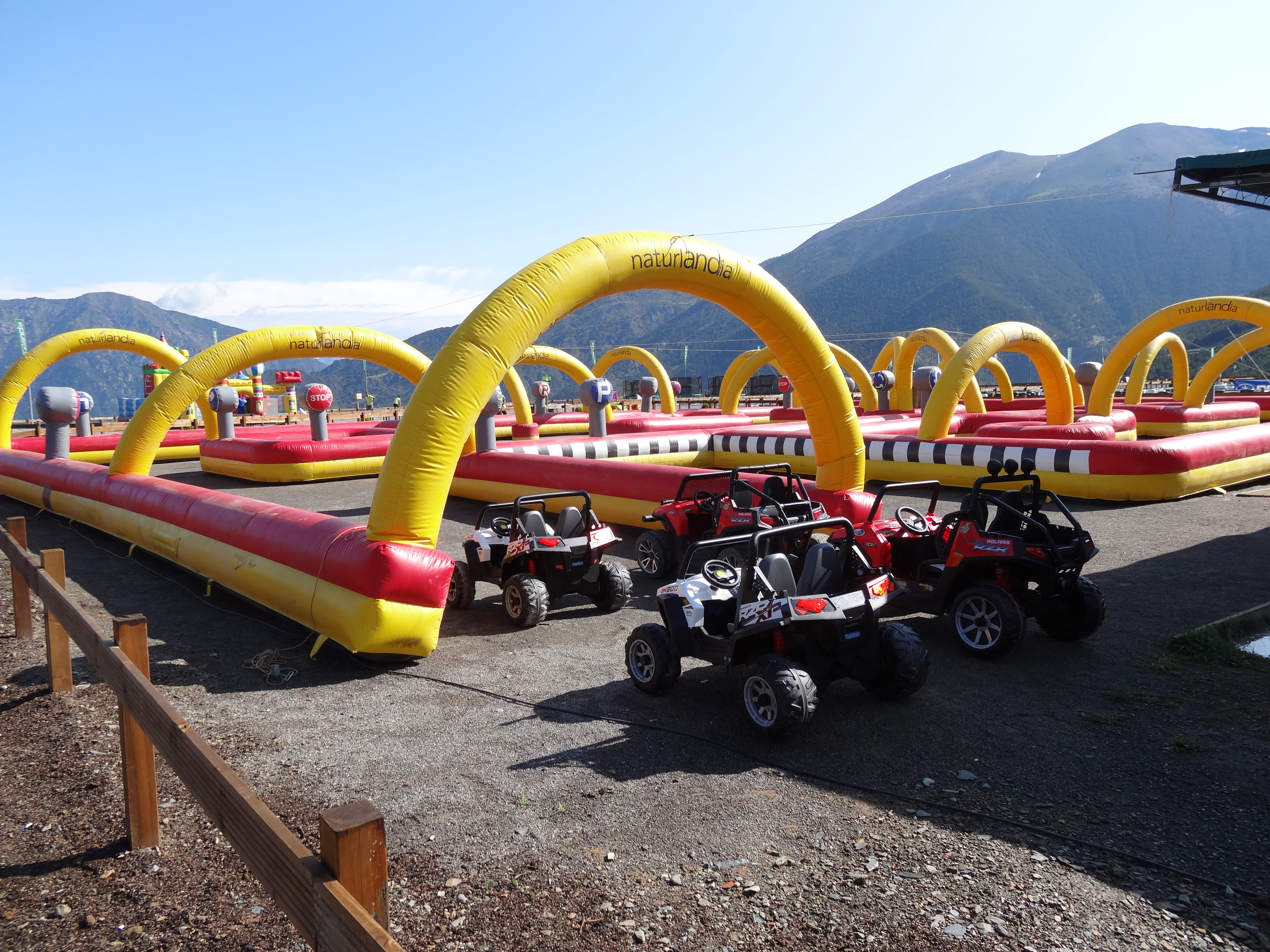
Rennstrecke
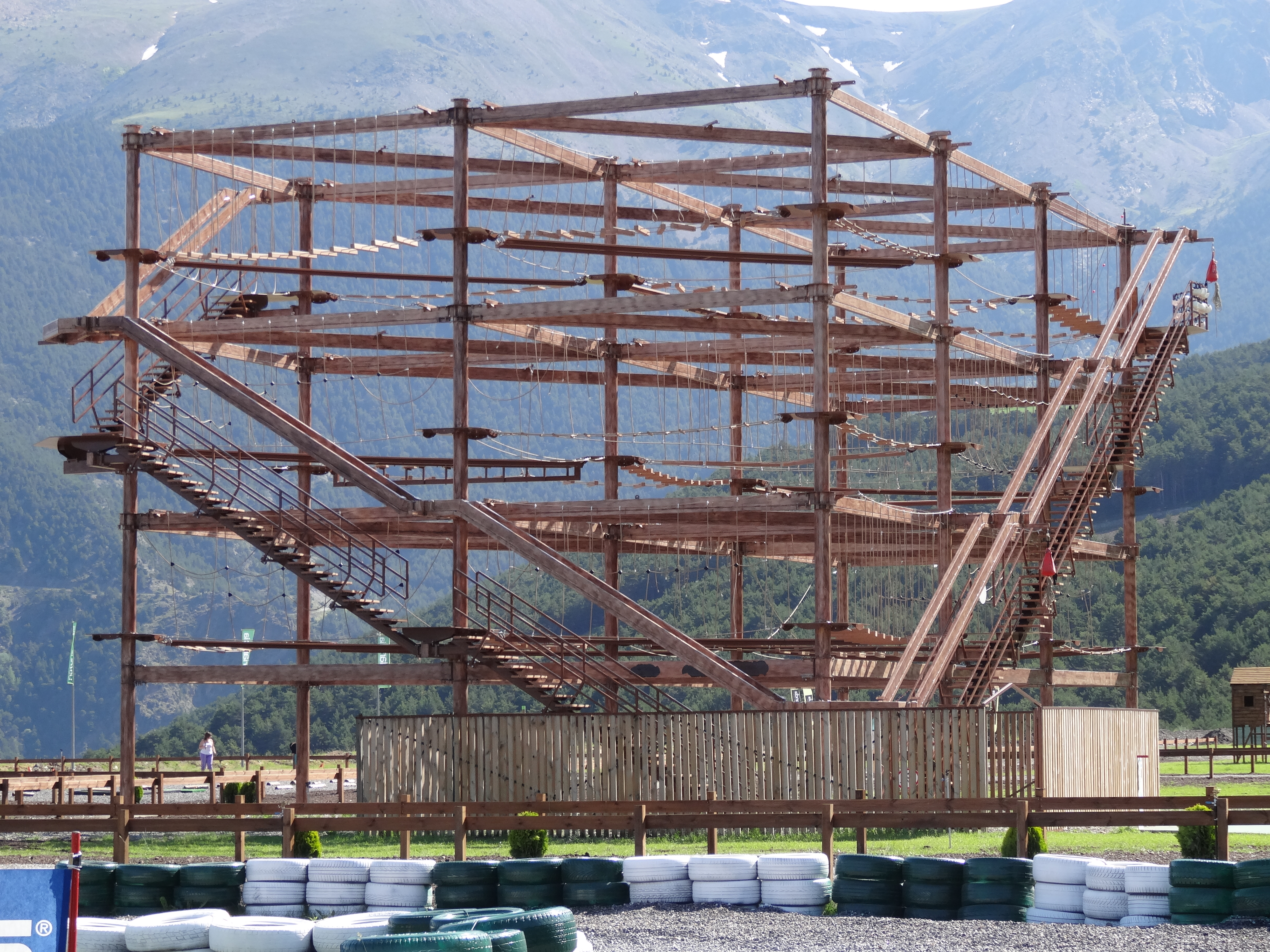
Der Sky Trail
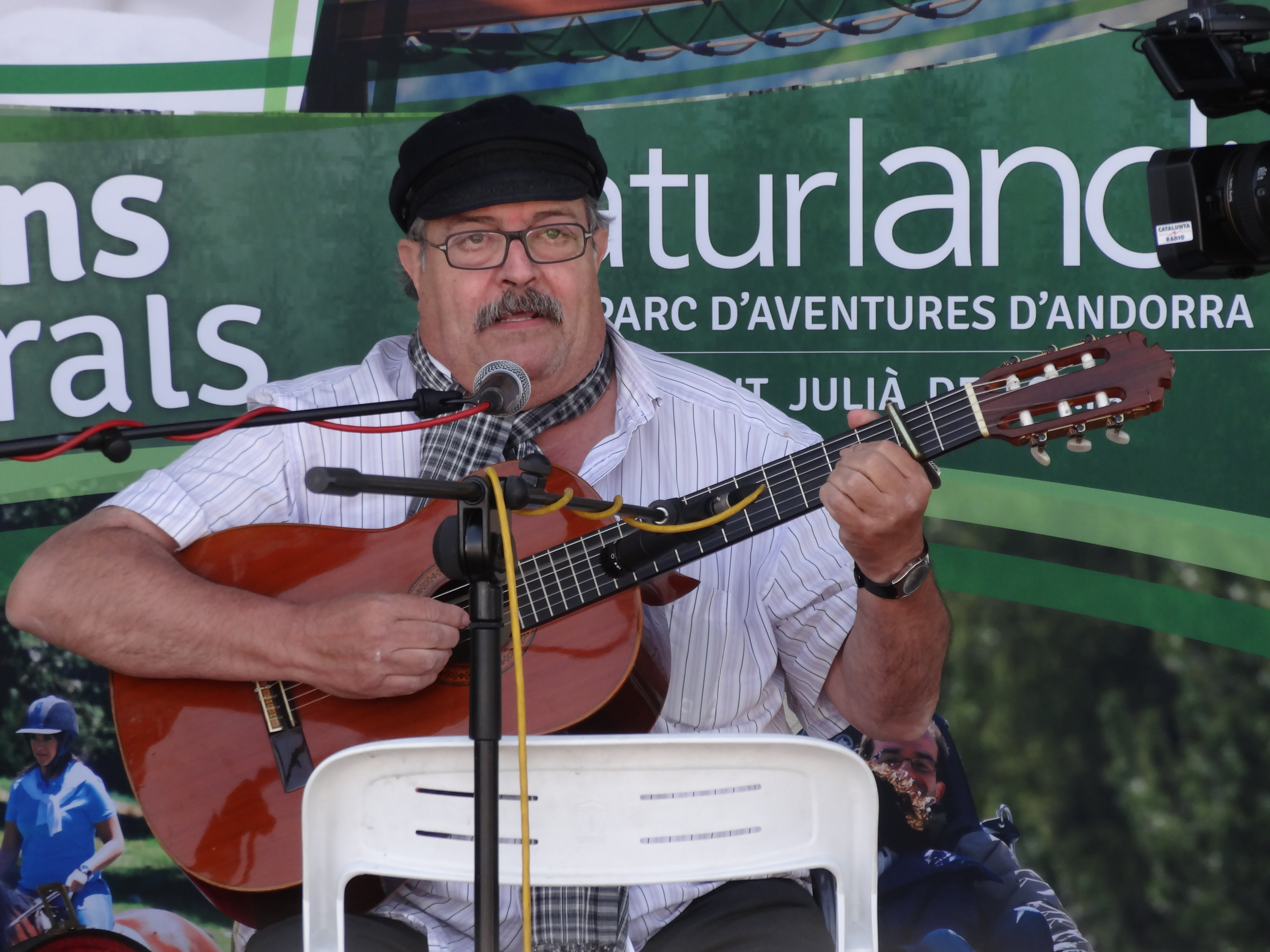
Musikdarbietung